# Linnaemya ethelia
Linnaemya ethelia är en tvåvingeart som beskrevs av Charles Howard Curran 1934. Linnaemya ethelia ingår i släktet Linnaemya och familjen parasitflugor. Inga underarter finns listade i Catalogue of Life.